# Передняя Бырка
Передняя Бырка — село в Борзинском районе Забайкальского края России. Административный центр и единственный населённый пункт сельского поселения «Переднебыркинское».

## География
Село находится в северной части района, на берегах реки Бырки (приток Борзи), на расстоянии примерно 39 километров (по прямой) к северо-востоку от города Борзя.
Климат
Климат характеризуется как резко континентальный с продолжительной морозной и малоснежной зимой и тёплым (временами жарким), неравномерно увлажнённым летом. Средняя температура воздуха самого холодного месяца (января) составляет от −26 °C до −29 °C; средняя температура самого тёплого месяца (июля) — 19 — 21 °C. Среднегодовое количество атмосферных осадков составляет 250—310 мм.
Часовой пояс
Село Передняя Бырка находится в часовой зоне МСК+6. Смещение применяемого времени относительно UTC составляет +9:00.

## История
Основано в 1923 году. Летом 1930 года село стало центром Переднебыркинского крестьянского восстания. В 1931 году был образован колхоз имени Коминтерна.

## Население
| 1989 | 2002  | 2010 | 2012 | 2013 | 2014 | 2015 |
| ---- | ----- | ---- | ---- | ---- | ---- | ---- |
| 1208 | ↘1000 | ↘733 | ↘714 | ↘686 | ↘671 | ↘648 |
| 2016 | 2017  | 2018 | 2019 | 2020 | 2021 |      |
| ↘641 | ↘612  | ↘589 | ↘547 | ↘542 | ↘453 |      |

Половой состав
По данным Всероссийской переписи населения 2010 года в гендерной структуре населения мужчины составляли 50,2 %, женщины — соответственно 49,8 %.
Национальный состав
Согласно результатам переписи 2002 года, в национальной структуре населения русские составляли 91 % из 1000 чел.

## Инфраструктура
В селе функционируют средняя общеобразовательная школа, дом культуры, врачебная амбулатория и несколько магазинов.

## Улицы
Уличная сеть села состоит из 21 улицы.